# 10. svibnja
10. svibnja (10. 5.) 130. je dan godine po gregorijanskom kalendaru (131. u prijestupnoj godini).
Do kraja godine ima još 235 dana.

## Događaji
- 1497. – Talijanski moreplovac Amerigo Vespucci krenuo je na prvo putovanje u Novi svijet, koji će dobiti njegovo ime
- 1534. – Kristofor Kolumbo skrenuo s kursa i došao na Kajmanske otoke
- 1801. – Tripolitski paša objavio rat SAD-u čime je započeo Prvi berberski rat
- 1857. – Izbio je Indijski ustanak 1857. protiv britanske vlasti, koji je nakon godinu dana ratovanja ugušen u krvi
- 1865. – Uhićen Jefferson Davis
- 1869. – Dovršena je transkontinentalna pruga koja je povezala istočnu i zapadnu obalu SAD-a
- 1924. – Za direktora FBI-a postavljen je J. Edgar Hoover
- 1933. – Nacisti na berlinskom trgu Beberplatz spalili preko 25.000 knjiga
- 1940. – Winston Churchill postavljen za engleskog premijera
- 1968. – Vijetnamski rat: U Parizu su počeli mirovni pregovori između SAD-a i Sjevernog Vijetnama
- 1994. – Nelson Mandela inauguriran kao prvi predsjednik JAR-e
- 2007. – Otvoreno je Veleposlanstvo Republike Crne Gore u Zagrebu
- 2020. – Broj ukupnih slučajeva COVID-19 preskočio brojku od 4 000 000

| - 1788. – Augustin Jean Fresnel, francuski fizičar († 1827.) - 1876. – Ivan Cankar, slovenski književnik († 1918.) - 1885. – Marko Alaupović, vrhbosanski nadbiskup († 1979.) - 1906. – Đuro Špoljarić, hrvatski političar († 1991.) - 1939. – Ivica Vidović, hrvatski glumac († 2011.) - 1958. – Ruža Tomašić, hrvatska političarka i eurozastupnica - 1960. – Bono, pjevač irske rock skupine U2 - 1960. – Merlene Ottey, jamaičanska/slovenska atletičarka - 1965. – Linda Evangelista, kanadska manekenka - 1966. – Jonathan Edwards, britanski atletičar - 1969. – Dennis Bergkamp, nizozemski nogometaš - 1972. – Katja Seizinger, njemačka alpska skijašica - 1974. – Sylvain Wiltord, francuski nogometaš - 1975. – Branka Bebić, hrvatska manekenka - 1979. – Svetlana Zaharova, ruska primabalerina - 1995. – Smail Prevljak, bosanskohercegovački nogometaš - 2000. – Josip Šimić, hrvatski rukometaš | - 1569. – Ivan Avilski, španjolski svetac (* 1500.) - 1774. – Luj XV., kralj Francuske (* 1710.) - 1829. – Thomas Young, engleski fizičar, liječnik i astronom (* 1773.) - 1849. – Kacušika Hokusaj, jedan od naznačajnih japanskih umjetnika (* 1760.) - 1923. – Ulderiko Donadini, hrvatski kniževnik (* 1894.) - 1928. – Ivan Merz, hrvatski blaženik (* 1896.) - 1977. – James Jones, američki književnik (* 1921.) - 1979. – Antun Augustinčić, hrvatski kipar (* 1900.) - 2010. – Frank Frazetta, američki ilustrator (* 1928.) - 2010. – Davor Borčić, hrvatski glumac (* 1940.) |

## Blagdani i spomendani
- Gospa Trsatska
- Dan oca Damiena